# Oskar Sebald
Oskar Hugo Sebald (* 7. September 1929 in Geislingen an der Steige; † 16. Februar 2017 in Ludwigsburg) war ein deutscher Botaniker. Sein botanisches Autorenkürzel lautet „Sebald“.

## Leben
Oskar Hugo Sebald war der Sohn des Oskar Sebald und seiner Frau Marie geborene Schweizer. Er interessierte sich schon früh für die Pflanzen seiner Heimat auf der Schwäbischen Alb. Gefördert wurde er am Gymnasium auch durch seinen Lehrer Rudolf Hauff. Er studierte in Tübingen und Stuttgart Biologie und Geographie. Er promovierte 1955 mit einer Arbeit über den Mineralstoffgehalt und den pH-Wert bei Waldpflanzen. Er heiratete am 16. Februar 1952 Elfriede Kühn. Sie hatten einen Sohn und eine Tochter.
Nach dem Studium arbeitete er an der Forstlichen Versuchsanstalt in Stuttgart-Weilimdorf am Fasanengarten. Als diese nach Freiburg verlegt wurde, wechselte er am 15. Februar 1962 ins Staatliche Museum für Naturkunde in Stuttgart. Hier war er bis zu seiner Pensionierung Ende des Jahres 1991 tätig, zuletzt auch als stellvertretender Direktor. Er starb am Tag seiner Eisernen Hochzeit, am 16. Februar 2017 in Ludwigsburg.

## Leistungen
Seine Hauptinteressen waren die Verbreitung und Vergesellschaftung der einheimischen Pflanzen. Er arbeitete aber auch in der Systematik und veröffentlichte wichtige Arbeiten über die afrikanischen Lippenblütler Otostegia, Leucas, Becium und Ocimum. Unter den einheimischen Pflanzen waren es besonders die Gattungen Carex und Valeriana, die ihn interessierten. Sein Hauptwerk waren die acht Bände von Die Farn- und Blütenpflanzen Baden-Württembergs, die 1990–1998 beim Verlag Eugen Ulmer in Stuttgart erschienen.
Seine Kenntnisse in der Pflanzensoziologie erlaubten es auch, mehrere vegetationskundliche Karten in Württemberg zu erstellen oder andere zu ergänzen.
Ein besonders Augenmerk galt auch den Teilen der Botanischen Sammlung, die er nach den Kriegsverlusten zusammenführte und durch Erwerb von Herbarien und eigenen Aufsammlungen innerhalb und außerhalb Europas wesentlich vermehrte.
Sebald war auch lange Jahre Referent für Naturschutz bei der Gesellschaft für Naturkunde in Württemberg. Seine besondere Aufmerksamkeit galt dabei den Flächen im Naturschutzgebiet Irndorfer Hardt. Er beobachtete dort die Entwicklung der Vegetation und publizierte die Veränderungen. Die Gesellschaft ernannte ihn für seine Verdienste zum Ehrenmitglied.

## Veröffentlichungen (Auswahl)
- mit S. Seybold, G. Philippi und A. Wörz: Die Farn- und Blütenpflanzen Baden-Württembergs. Band 1–8, Stuttgart 1990–1998.
- Der Arznei-Baldrian (Valeriana officinalis agg.) in Württemberg. In: Jahreshefte der Gesellschaft für Naturkunde in Württemberg, Band 132, 1977, S. 152–168.
- als Übersetzer mit Volkmar Wirth: Geheimnisse und Heilkräfte der Pflanzen. Zürich/Stuttgart 1978 (Original: Pierre Delaveau, Michelle Lorrain, François Mortier, Caroline Rivolier, Jean Rivolier, René Schweitzer: Secrets et vertus des plantes médicinales).
- Beobachtungen an Dauerquadraten während der Jahre 1980 bis 1990 im Naturschutzgebiet Irndorfer Hardt (Südwestliche Donaualb). In: Jahreshefte der Gesellschaft für Naturkunde in Württemberg Band 147, 1992, S. 97–168.
- Die Gattung Becium Lindley (Lamiaceae) in Afrika und auf der Arabischen Halbinsel. (Teil I und II). In: Stuttgarter Beiträge zur Naturkunde Band A 419, 1988, und Band A 437, 1989.

## Ehrungen
Seinen Namen tragen zwei Pflanzenarten: Cineraria sebaldii Cufod. 1968 und Leucas sebaldiana Sunojk. 2005.